# Callicrania belarrensis
Callicrania belarrensis är en insektsart som beskrevs av Barat 2007. Callicrania belarrensis ingår i släktet Callicrania och familjen vårtbitare. Inga underarter finns listade i Catalogue of Life.